# Robert Bilott
Robert Bilott (Cincinnati, Ohio, 2 de agosto de 1965) es un abogado ambiental estadounidense. Bilott es conocido por las demandas contra DuPont en nombre de los demandantes de Virginia Occidental. Bilott ha pasado más de veinte años litigando el vertido peligroso de los productos químicos ácido perfluorooctanoico (PFOA) y ácido perfluorooctanosulfónico (PFOS).

## Primeros años
Bilott nació el 2 de agosto de 1965. Su padre sirvió en la Fuerza Aérea de los Estados Unidos, y Bilott pasó su infancia en varias bases de la fuerza aérea. Debido a que la familia se mudó con frecuencia, Bilott asistió a ocho escuelas diferentes antes de graduarse de Fairborn High School en Fairborn, Ohio. Luego obtuvo una licenciatura en ciencias políticas y estudios urbanos del New College of Florida. Luego obtuvo el Doctorado en Jurisprudencia de la Facultad de Derecho Moritz de la Universidad Estatal de Ohio en 1990.

## Carrera
Bilott fue admitido al Colegio de Abogados en 1990 y comenzó su práctica legal en Taft Stettinius & Hollister LLP en Cincinnati, Ohio. Durante ocho años trabajó casi exclusivamente para grandes clientes corporativos y su especialidad fue la defensa de compañías químicas.  Se convirtió en socio de la firma en 1998.
Bilott representó a Wilbur Tennant de Parkersburg, Virginia Occidental, cuyo ganado estaba muriendo. La granja estaba aguas abajo de un vertedero donde DuPont había estado descargando cientos de toneladas de ácido perfluorooctanoico. En el verano de 1999, Bilott presentó una demanda federal contra DuPont en el Tribunal de Distrito de los Estados Unidos para el Distrito Sur de Virginia Occidental. En respuesta, DuPont informó que DuPont y la Agencia de Protección Ambiental de los Estados Unidos encargarían un estudio de la propiedad del agricultor, realizado por tres veterinarios elegidos por DuPont y tres elegidos por la Agencia de Protección Ambiental. Cuando se publicó el informe, culpó a los Tennant por el ganado moribundo alegando que la mala cría era responsable: "mala nutrición, atención veterinaria inadecuada y falta de control de moscas".
Después de que Bilott descubriera que miles de toneladas de PFOA de DuPont habían sido arrojadas al vertedero junto a la propiedad de los Tennant y que el PFOA de DuPont estaba contaminando el suministro de agua de la comunidad circundante, DuPont resolvió el caso de los inquilinos. En agosto de 2001, Bilott presentó una demanda colectiva contra DuPont en nombre de las aproximadamente 70,000 personas en Virginia Occidental y Ohio con agua potable contaminada con PFOA, que se resolvió en septiembre de 2004, con beneficios de clase valorados en más de $ 300 millones, incluido el acuerdo de DuPont para instalar plantas de filtración en los seis distritos de agua afectados y docenas de pozos privados afectados, un premio en efectivo de $ 70 millones y provisiones para el monitoreo médico futuro a cargo de DuPont de hasta $ 235 millones, si un panel científico independiente confirma "enlaces probables" entre PFOA en el agua potable y la enfermedad humana. Después de que el panel científico independiente seleccionado conjuntamente por las partes (pero requerido por el acuerdo a ser pagado por DuPont) descubriera que había un vínculo probable entre beber PFOA y cáncer de riñón, cáncer testicular, enfermedad de tiroides, colesterol alto, preeclampsia, y colitis ulcerosa, Bilott comenzó a abrir demandas individuales por lesiones personales contra DuPont en nombre de los usuarios afectados de los suministros de agua de Ohio y Virginia Occidental, que en 2015 sumaban más de 3.500. Después de ganar los primeros tres por $ 19.7M, en 2017 DuPont acordó liquidar el resto de los casos pendientes por $ 671.7 millones. Se han presentado docenas de casos más desde el acuerdo de 2017.
En 2018, Bilott presentó un nuevo caso en busca de nuevos estudios y pruebas del grupo más grande de productos químicos PFAS en nombre de una clase nacional propuesta de todos en los Estados Unidos que tienen productos químicos PFAS en su sangre, contra varios fabricantes de PFAS, incluido 3M, DuPont y Chemours. Este nuevo litigio está en curso a partir de mayo de 2020.
En 2016, la historia de Bilott fue el foco de una portada destacada de Nathaniel Rich en la revista New York Times, titulada "El abogado que se convirtió en la peor pesadilla de DuPont". El trabajo de Bilott también apareció en extensos artículos en The Huffington Post (Bienvenido a Beautiful Parkersburg) y The Intercept (serie de varias partes The Teflon Toxin).
Robert Bilott es el autor de la aclamada exposición «Agua envenenada, avaricia corporativa y la batalla de veinte años de un abogado contra DuPont», publicada en 2019 por Atria Books. La versión del audiolibro (también disponible a través de Atria Books) está narrada por Jeremy Bobb con el primer capítulo narrado por Mark Ruffalo. La historia de Bilott también se convirtió en la base de Dark Waters, una película de 2019 protagonizada por Mark Ruffalo como Bilott, y Anne Hathaway como la esposa de Bilott, Sarah Barlage. La historia también aparece en el largometraje documental; El diablo que conocemos; fue el tema del poema, Watershed, del poeta laureado estadounidense Tracy K. Smith; es el tema del episodio "Aguas tóxicas" del documental de varias partes, "Parched", que se emitió en el canal de televisión National Geographic en 2017; y es el tema de la canción y el video Deep in the Water de The Gary Douglas Band.
En 2017, Bilott recibió el Premio Internacional Right Livelihood, también conocido como el "Premio Nobel Alternativo", por sus décadas de trabajo en temas de contaminación química por PFAS, y apareció en un sello emitido en Austria, en conmemoración del premio.

## Premios y reconocimientos
- Abogado litigante del año 2005. Presentado por la Fundación de Abogados Litigantes para la Justicia Pública.[3]
- 2006 Super Lawyer Rising Star. Seleccionado por la revista Cincinnati.[3]
- 2008 100 mejores abogados litigantes de Ohio. Nombrado por la Asociación Estadounidense de Abogados Litigantes.[3]
- 2016 se unió a la junta directiva de la Next Generation Choices Foundation (también conocida como Less Cancer) "para apoyar su misión de defender la educación y la política que ayudará a prevenir el cáncer".[10]
- Premio Right Livelihood 2017. Presentado por The Right Livelihood Foundation (1 de diciembre de 2017).[1][11]
- Abogado del Año 2019 en Litigios - Ambiental. Nombrado por Best Lawyer.[12]
- Premio ambiental de interés público de 2020 Premio David Brower Lifetime Achievement.[13]
- Premio al Abogado Distinguido de la Asociación de Abogados de Kentucky 2020.[14]

## Vida personal
En 1996 Bilott se casó con Sarah Barlage, tienen tres hijos.